# Welzerberg
Der Wohnplatz Welzerberg ist ein Ortsteil der Gemeinde Lindlar im Oberbergischen Kreis im Regierungsbezirk Köln in Nordrhein-Westfalen (Deutschland). 

## Lage und Beschreibung
Welzerberg liegt im Westen der Gemeinde Lindlar an der Kommunal- und Kreisgrenze zum Rheinisch-Bergischen Kreis und zur Gemeinde Kürten im Sülztal. Unmittelbarer Nachbarort ist Welzen, ein weiterer Nachbarort ist Schmitzhöhe.

## Geschichte
Der Ort entstand erst in der zweiten Hälfte des 19. Jahrhunderts. Ab der Preußischen Neuaufnahme von 1895 ist der Ort auf Messtischblättern regelmäßig als Welzerberg verzeichnet.
Der Ort gehörte nach dem Zusammenbruch der napoleonischen Administration und deren Ablösung zur Bürgermeisterei Lindlar im Kreis Wipperfürth. 
Die Gemeinde- und Gutbezirksstatistik der Rheinprovinz führt Welzerberg 1871 mit zwei Wohnhäusern und 14 Einwohnern auf. Im Gemeindelexikon für die Provinz Rheinland von 1888 werden für Welzerberg zwei Wohnhäuser mit zehn Einwohnern angegeben. 1895 besitzt der Ort zwei Wohnhäuser mit sieben Einwohnern, 1905 werden ein Wohnhaus und fünf Einwohner angegeben.
Aufgrund § 10 und § 14 des Köln-Gesetzes wurde 1975 die Gemeinde Hohkeppel aufgelöst und in Lindlar eingemeindet, darunter auch der Ortsteil Welzerberg.